# Eduard Scherrer (Bobfahrer)
Eduard Scherrer (* 15. April 1890 in Leysin; † 4. Juli 1972) war ein Schweizer Bobfahrer und Olympiateilnehmer von 1924.
Gemeinsam mit Alfred Schläppi, Heinrich Schläppi und Alfred Neveu gewann Eduard Scherrer mit seinem Bob Acrobate Gold bei den I. Olympischen Winterspielen 1924 in Chamonix.  
Den schweren Holzbob mit den extrem breiten Kufen hatte Eduard Scherrer bei einer Tombola des Turnvereins seines Heimatdorfes Leysin gewonnen und war damit noch nie auf einer Bobbahn gefahren. Er überredete seine Freunde Alfred Schläppi, Heinrich Schläppi und Alfred Neveu, mit ihm zur Belustigung der Dorfbewohner die Strasse von Leysin nach Le Sépey hinab zu fahren. Als sie sich bei den schweizerischen Ausscheidungen für die Wintersportwoche in Chamonix anmeldeten, war das eher als ein Jux gedacht gewesen. Doch zu ihrer eigenen Überraschung wurden die Leysiner in die schweizerische Mannschaft aufgenommen und fuhren als krasse Aussenseiter nach Chamonix. Bei anhaltendem Tauwetter war der Acrobate-Bob dank seiner breiten Kufen und seiner Holzkonstruktion gegenüber allen anderen im Vorteil und holte mit dreimal Bestzeit den Olympiasieg.